# RIA Nowosti
RIA Nowosti (ros. РИА Новости) – nazwa rosyjskiej państwowej międzynarodowej agencji informacyjnej w latach 1991–2013.
Poprzednio agencja nosiła nazwy: Sowinformbiuro, APN (Agencja Prasowa „Nowosti”, ros. АПН), IAN (Agencja Informacyjna „Nowosti”, ros. ИАН). W 2014 roku marka „RIA Nowosti” została ponownie zarejestrowana jako agencja informacyjna oraz medium internetowe, skierowane dla rosyjskojęzycznych odbiorców. Marka ta należy do grupy mediowej „Rossija Siegodnia”.
Historia RIA Nowosti sięga 24 czerwca 1941 r., kiedy Rada Komisarzy Ludowych ZSRR i Komitet Centralny Wszechzwiązkowej Komunistycznej Partii (bolszewików) uchwałą „O ustanowieniu i zadaniach radzieckiego biura informacji” utworzyły „Sowieckie Biuro Informacji” (Sowinformbiuro) w ramach Rady Komisarzy Ludowych i Komitetu Centralnego.
Na mocy dekretu prezydenta Federacji Rosyjskiej Władimira Putina z 9 grudnia 2013 roku agencja została zlikwidowana, a jej majątek przejęła nowo utworzona międzynarodowa agencja informacyjna „Rossija Siegodnia”.
Konto twitterowe RIA Novosti w czasie wojny na Ukrainie w połowie 2022 r. zostało zablokowane w większości państw europejskich, w tym w Polsce.